# Мбитои
Мбитои (фр. Mbitoye) — деревня и супрефектура в Чаде, расположенная на территории региона Восточный Логон. Входит в состав департамента Монт-де-Лам.

## Географическое положение
Деревня находится в юго-западной части Чада, к востоку от реки Западный Логон, на высоте 537 метров над уровнем моря.
Населённый пункт расположен на расстоянии приблизительно 504 километров к юго-юго-востоку (SSE) от столицы страны Нджамены.

## Население
По данным официальной переписи 2009 года численность населения Мбитои составляла 11 917 человек (5568 мужчин и 6349 женщин). Население супрефектуры по возрастному диапазону распределилось следующим образом: 53,4 % — жители младше 15 лет, 44,4 % — между 15 и 59 годами и 2,2 % — в возрасте 60 лет и старше.

## Транспорт
Ближайший аэропорт расположен в городе Баибокум.